# Trojka (NKVD)

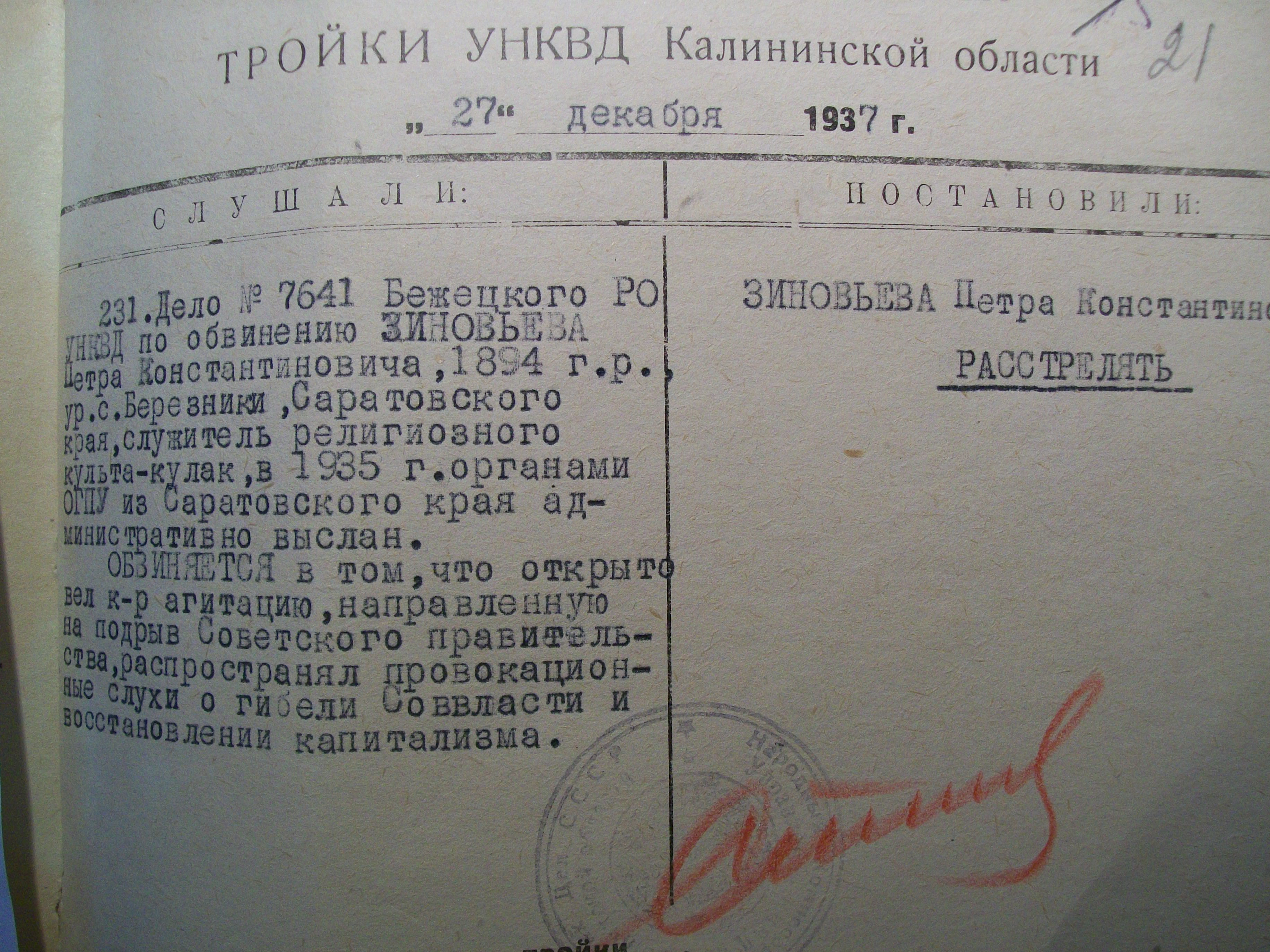
En dödsdom från Kalinin oblast som undertecknats av trojkan.

Trojkor (ryska: Тройки НКВД) var utomrättsliga tribunaler inom NKVD som under den stora terrorn 1937–1938 beslutade om arrestering och dödsdomar på regional nivå i Sovjetunionen. Namnet kommer av att grupperna bestod av tre medlemmar: den regionale NKVD-chefen (som var ordförande), distriktsåklagaren och den regionale partisekreteraren.

## Historik

### Order 00447 och etniska operationer
Den 2 juli 1937 utfärdade politbyrån order om registrering, arrestering och avrättning av "antisovjetiska element", det vill säga förrymda kulaker och vanliga 'brottslingar' (ett begrepp med diffus innebörd). Den 30 juli 1937 godkände politbyrån NKVD:s order 00447, enligt vilken dessa antisovjetiska element skulle bekämpas. I praktiken innebar order 00447 att alla som på något sätt varit kritiska till sovjetmakten eller som tidigare figurerat i NKVD:s register ända från revolutionen, alltså även personer som redan avtjänat fängelsestraff, skulle arresteras. Ordern skulle börja verkställas mellan den 5 och 15 augusti samma år, men startdatumet varierade mellan regionerna. Operationen skulle pågå i fyra månader. Ansvaret för operationen låg hos NKVD:s förste biträdande chef, Michail Frinovskij, och en grupp runt denne.
Order 00447 indelade "antisovjetiska element" i två kategorier: dels de som genast skulle gripas och avrättas, dels de som skulle förvisas till arbetsläger i mellan åtta och tio år. Alla regioner tilldelades en kvot på hur många som skulle gripas och dömas. Regionerna kunde dock få tillstånd att höja kvoten. Den allmänna kvoten för hela Sovjetunionen bestämdes till 268 950 fängslade personer, varav 72 950 skulle avrättas omgående. Order 00447 började verkställas först i Ryska SFSR och Ukrainska SSR. Fram till början av 1938 hade över en halv miljon människor dömts på grundval av order 00447.
Den 9 augusti 1937 utfärdade politbyrån åt NKVD order om operationer mot kontrarevolutionära nationaliteter. Följaktligen kom ett tiotal order att utfärdas mot specifikt polacker, tyskar, finnar, ester, letter, rumäner, greker, afghaner, bulgarer, kineser och makedonier. Inga kvoter sattes för arresteringar av dessa nationaliteter, utan regionerna fick skicka in namnlistor, så kallade album, till NKVD:s centrala ledning för godkännande. Enligt order 00486 från den 15 augusti 1937 skulle även familjer till dömda folkfiender förvisas till Gulag eller omskolningsläger under ett visst antal år.
Order 00447 planerades vara avslutad i november 1937. I januari och februari 1938 godkände dock politbyrån att massoperationerna skulle fortsätta, och de kom sedan att pågå fram till den 15 november 1938.

### Trojkornas funktion
Trojkor hade använts redan av Vladimir Lenin på 1920-talet för att bekämpa spioner och kontrarevolutionärer. I början av 1930-talet användes de av NKVD för att döma kulaker och andra grupper.
I dekretet från den 2 juli 1937 beordrade politbyrån bildande av trojkor för att gripa och utfärda dödsdomar mot antisovjetiska element. I praktiken var det trojkorna som skulle utföra order 00447. Syftet med trojkor var att effektivisera och göra rättsprocessen snabbare. NKVD:s högste chef Nikolaj Jezjov införde nya system för att så många ärenden som möjligt kunde hanteras. Det bestämdes att en akt skulle innehålla arresteringsorder, rannsakningsprotokoll, förteckning över konfiskerad egendom och åtalet. För att minska insynen och försvåra för släktingar att få kunskap om sina anhörigas öden, förvarades avrättningsordern inte ihop med akten. Så snart den misstänkte erkänt kunde fallet överlämnas till trojkan utan att ytterligare bevis behövdes.
Systemet ledde till att många fler dömdes; på en plats i Sibirien överlämnade den regionale NKVD-chefen 260 fall varannan vecka till trojkan. Bara den 9 oktober 1937 utfärdade trojkan i Leningrad 658 dödsdomar. NKVD:s representant var den viktigaste personen i trojkan. Antalet sammanträden mellan medlemmarna varierade kraftigt, och i vissa fall var det bara en person som utförde trojkans uppgifter. I takt med utrensningar inom partiet, NKVD och själva trojkorna måste medlemmarna ideligen bytas ut. Stalin beslutade själv om vilka som skulle avsättas och tillsättas inom trojkorna.
Själva utredningsarbetet kring en enskild person sköttes av en aktionsgrupp inom NKVD, och det var den som föreslog påföljd. Ärendet förmedlades sedan till trojkan, som inte gjorde någon egen prövning och aldrig konfronterades med offren. Trojkan skulle bara bekräfta påföljden och beordra att domen verkställdes. Trojkans domar kunde inte överklagas av den dömde. Trojkan utsåg bödeln, vilken ofta var chefen för den aktuella aktionsgruppen inom NKVD. Avrättningen ägde sedan rum i det fria i utkanten av större städer. Antalet gripna ökade hela tiden eftersom NKVD försökte binda gripna till påhittade kontrarevolutionära organisationer, antingen via erkännande eller vittnesmål, bådadera framtvingade genom tortyr.

### Specialtrojkor
Någon kvot för de etniska operationerna hade således inte satts. Inledningsvis tillämpades en procedur där en så kallad dvojka, en grupp om två personer, varav den ene var NKVD-chefen i regionen, var tionde dag fick namnlistor skickade till sig. De åtalade beskylldes vanligen för terrorism eller sabotage och skulle antingen dömas till döden eller till arbetsläger. Dvojkan hade inte befogenhet att fatta beslut själv, utan rekommenderade en påföljd som den centrala dvojkan i Moskva skulle ta ställning till. Dvojkan i Moskva bestod av Nikolaj Jezjov och åklagare Andrej Vysjinskij. Kontrollen var summarisk och inom loppet av en dag kunde Jezjov och Vysjinskij utfärda uppemot tvåtusen dödsdomar.
På sommaren 1938 insåg NKVD-ledningen att den omöjligen skulle hinna hantera alla namnlistor som regionerna skickade in. Listorna över potentiella fiender kunde bestå av hundratusentals namn. På Jezjovs order och med politbyråns godkännande bildades därför den 15 september 1938 regionala specialtrojkor, som fick mandat att sköta de nationella fallen på egen hand. Trojkorna fick både döma personer till döden och verkställa ordern omedelbart.
Denna operation skulle med Stalins medgivande pågå från den 15 september till den 15 november 1938. De namnlistor som ännu inte hunnit granskas skickades tillbaka till provinserna och specialtrojkorna. Under de etniska operationerna mellan september och november 1938 dömde specialtrojkorna 105 000 personer, varav 72 000 till döden. Av de dödsdömda var 21 000 polacker och 15 000 tyskar. Specialtrojkorna gjorde ingen prövning och arbetade i högt tempo. I Zjytomyr oblast i Ukrainska SSR utfärdade specialtrojkan på en dag över 400 dödsdomar.

### Trojkorna upplöses
Den 15 november 1938 förbjöd politbyrån trojkorna, och massoperationerna avslutades den 17 november. Fram till den 1 november 1938 hade 767 000 personer dömts med stöd av order 00447, och av dem sköts 387 000. I de etniska operationerna hade fram till samma datum 328 000 dömts och 237 000 skjutits.
Efter att Jezjov 1938 föll i onåd hos Stalin tillsattes en kommission bestående av NKVD:s nye chef Lavrentij Berija, Andrej Andrejev och Georgij Malenkov. Jezjov beskylldes för att ha använt illegala utredningsmetoder som tortyr, falska erkännanden och dito vittnesmål, vilka ledde till att oskyldiga dömdes. Kommissionen kritiserade trojkornas verksamhet, kallade trojkorna olagliga och påpekade rättsosäkerheten i att tusentals fall hanterats inom loppet av ett dygn.